# Zemanův žleb
Zemanův žleb je potok pramenící na svahu vrcholu Proklest, nedaleko obce Bukovina v Jihomoravském kraji. Od pramene stéká nejprve k první a poté k druhé Schindlerově vodní nádrži. Jeho tok následuje do rybníka Na Lukách v Arboretu Křtiny. Ve Křtinách protéká po louce tzv. Dělnickou čtvrtí a nakonec je v průtoku pod návsí zpotrubněný (protéká pod zemí) a vlévá se zprava do Křtinského potoka.

## Povodně
Na potoce bylo již několik povodní. Nejvýznamnější zaznamenaná povodeň byla v roce 1927, kdy se v době dešťů protrhla hráz jednoho z pěti rybníků na Zemanově žlebu. Další rybniční hráze nápor valící se vody nevydržely. Tehdejší hotel Uher (dnešní obecní úřad) byl zaplaven do 2. patra. Povodeň si vyžádala několik životů.

## Přítoky
První dva přítoky Zemanova žlebu jsou bezejmenné. První přítok je v rybníku Na Lukách u arboreta, přitéká od Jedovnice a pramení pod rozvodím Zemanova žlebu a Jedovnického potoka. Druhý pramení v arboretu a má délku téměř 600 metrů. Třetí přítok je též bezejmenný. Pramení pod Březovou alejí. V souběhu s žlutou turistickou stezkou se steče s potokem od Liščí leče a Barončina klekátka teče na Dělnickou čtvrť, kde se steče se Zemanovým žlebem. Má délku 1448 metrů.

## Rybníky
Na Zemanově žlebu je 5 rybníků. První rybník od pramene nese jméno Pod Schindlerem 1. Je na místě bývalého rybníku, který byl odbahněn a zrekonstruován. Má rozlohu 593 m². V okolí tohoto rybníka žijí například Užovky obojkové. Druhý rybník na potoce je Pod Schindlerem 2 o rozloze 995 m² . Obě nádrže o celkové rozloze 1588 m² byly vybudovány v roce 2007. Třetí rybník se jmenuje Na Lukách. Byl budován současně s Křtinským Arboretem.
Čtvrtý v pořadí je Nový rybník. Ten byl dříve zásobárnou pitné vody pro Křtiny. Poslední rybník se jmenuje U zabitých. Jeho jméno vzniklo podle toho, že zde 5.7.1907 byli zabiti Němcovi a Hrazdírovi z Krasové.

## Galerie

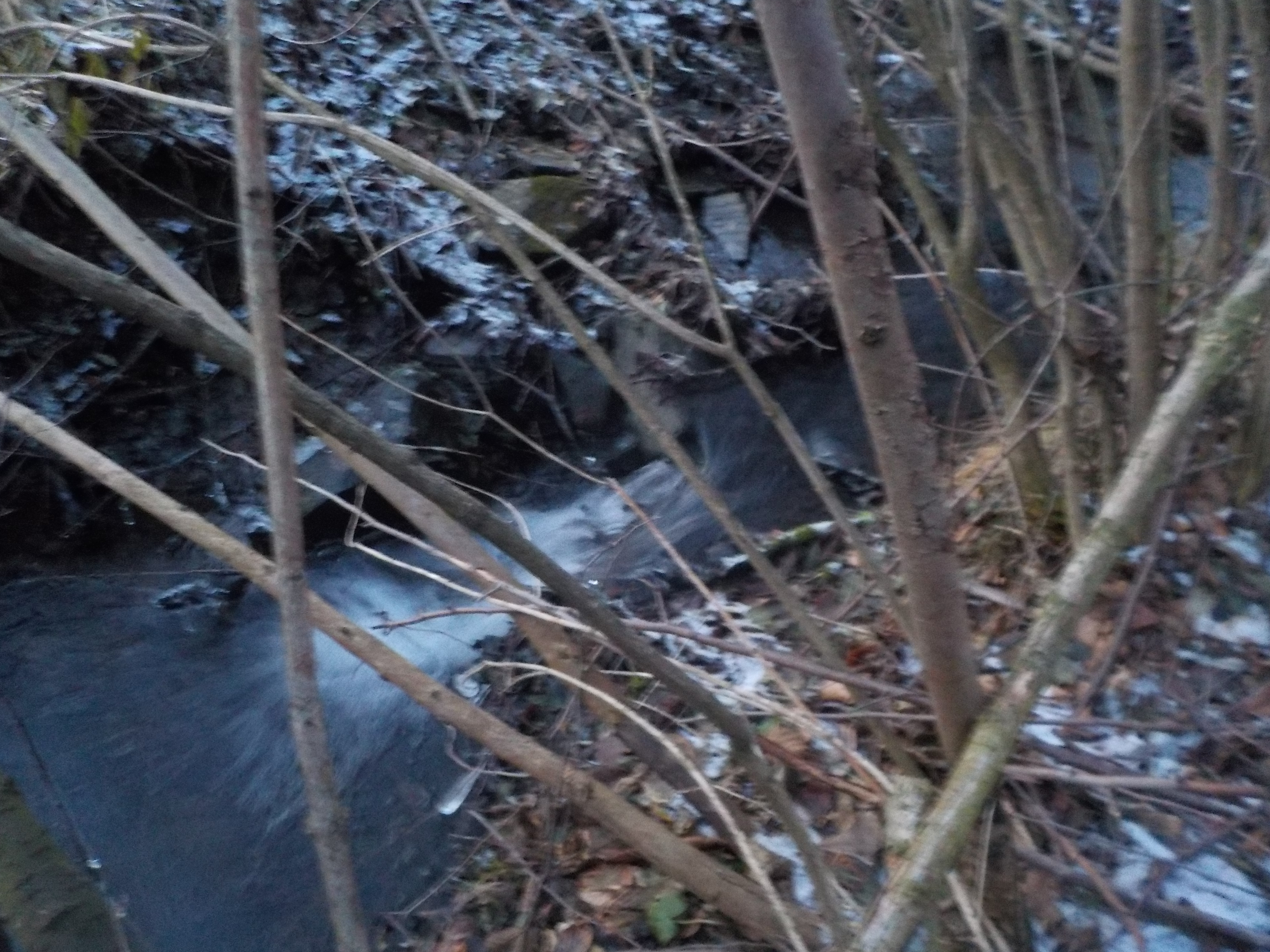
Peřeje na dolním toku Zemanova žlebu
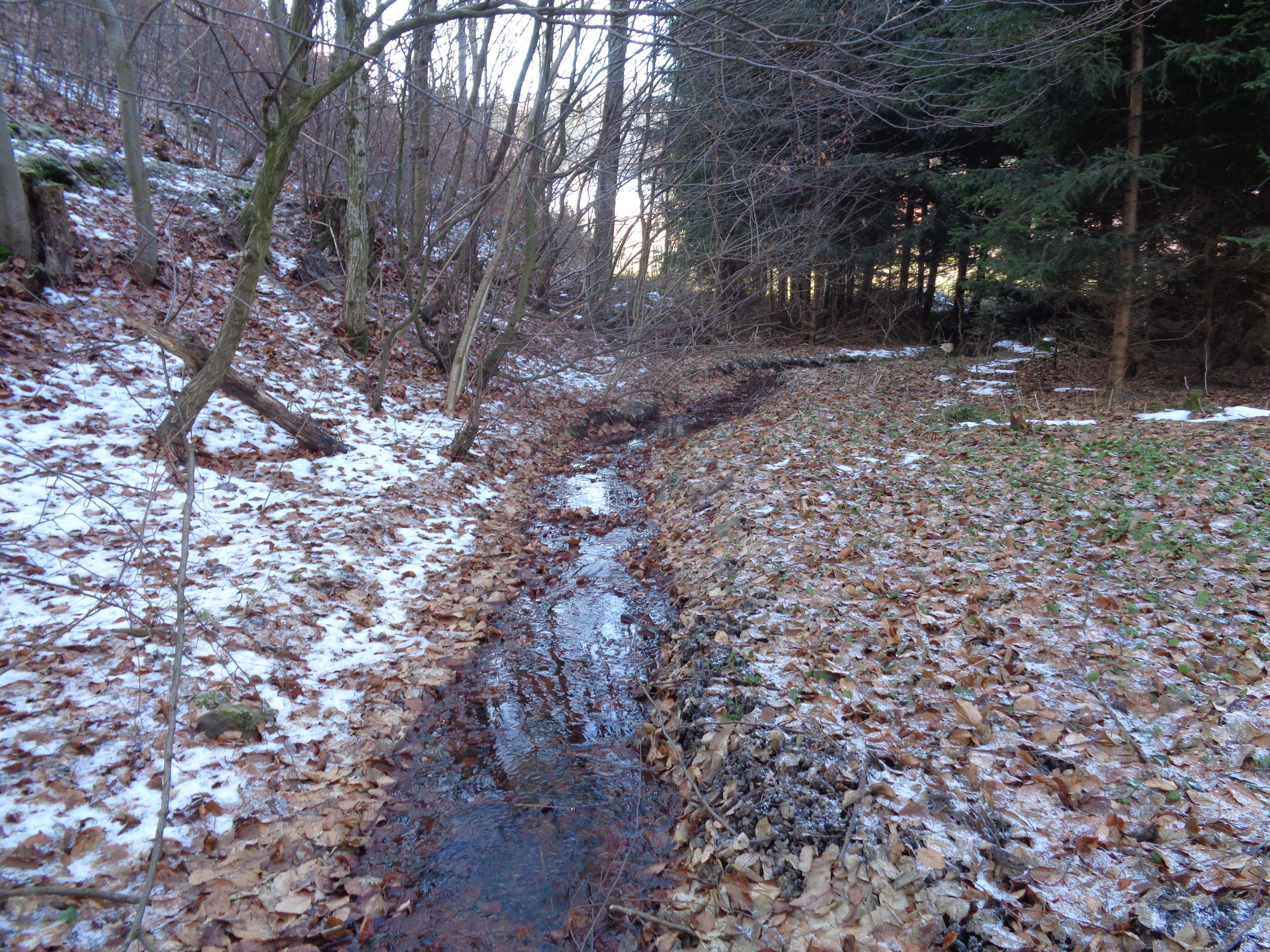
Přítok Zemanova žlebu od Březové aleje těsně před ústím do Zemanova žlebu
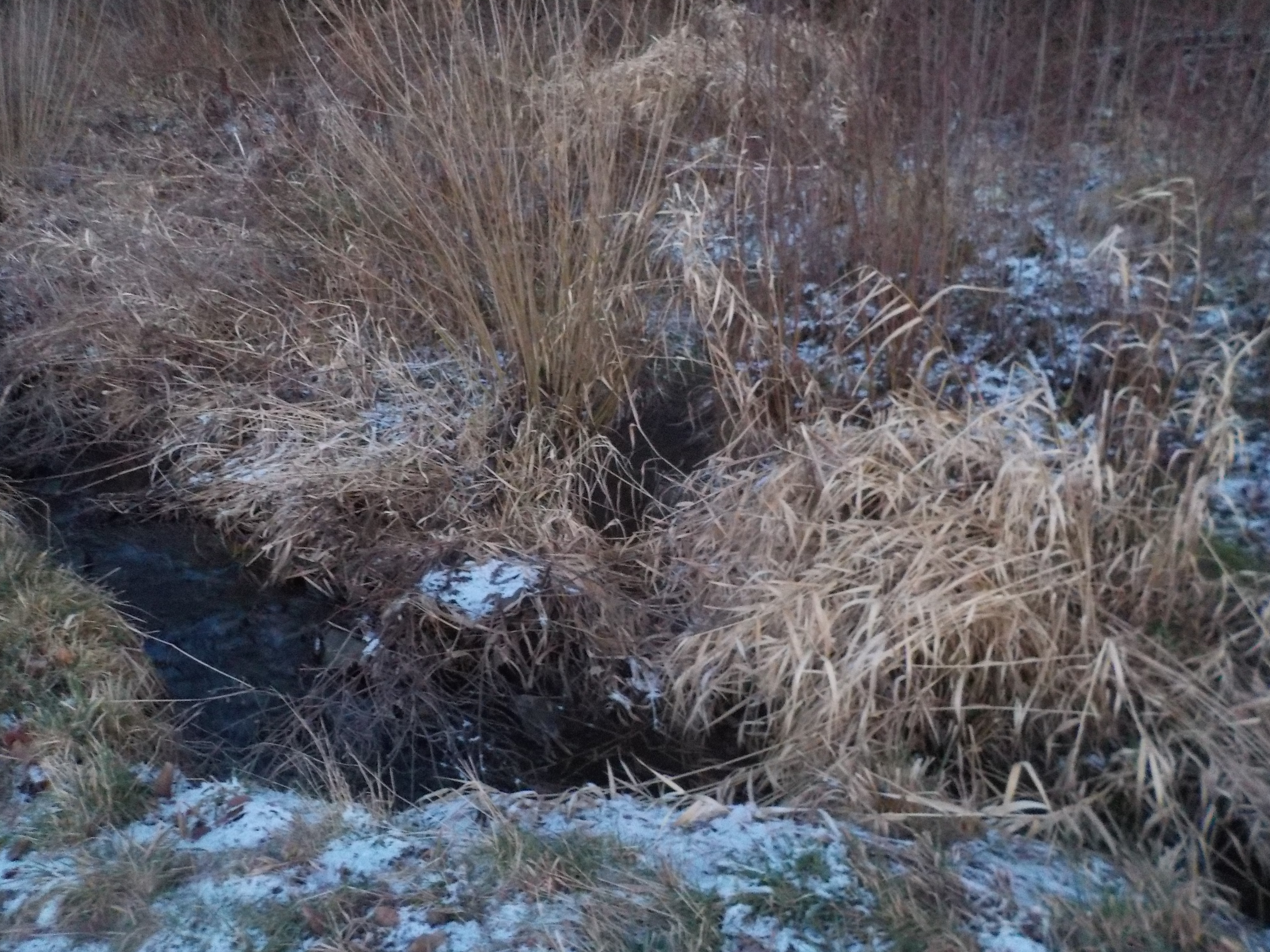
Do Zemanova žlebu v Dělnické čtvrti ústí přítok od Březové aleje

## Jiná jména
Zemanův žleb není jediné jméno toho potoka. Ve starých mapách jej můžeme nalézt pod jménem Wiesenbach. Na většině dnešních map sice najdeme označení Zemanův žleb, ale budeme-li hodně pátrat, můžeme na některých mapách nalézt i označení Podomský potok. A na opravdu několika málo mapách je Zemanův žleb označen jako Křtinský potok.